# Dancing with the Stars (Estados Unidos)
Dancing with the Stars es un programa de telerrealidad estadounidense de baile que fue estrenado el 1 de junio de 2005 en ABC. Es la versión estadounidense de la serie de televisión británica Strictly Come Dancing y una de las varias iteraciones de la franquicia de Dancing with the Stars. El formato del programa consiste en parejas formadas por una celebridad junto a un bailarín profesional. Cada pareja realiza bailes predeterminados y compite contra las otras por los puntajes de los jueces y los votos del público. La pareja que recibe el menor puntaje combinado de los puntajes del jurado y los votos del público es eliminada cada semana hasta que una pareja es coronada campeona. La serie es presentada actualmente por Alfonso Ribeiro y Julianne Hough, con Carrie Ann Inaba, Derek Hough y Bruno Tonioli como jueces.
El abril de 2022, se anunció que, a partir de la trigesimoprimera temporada, el programa pasaría de ser transmitido de ABC a Disney+. Desde la trigesimosegunda temporada la serie se emite en vivo simultáneamente en ABC como en Disney+. El 22 de abril de 2025, ABC renovó la serie por una trigesimocuarta temporada, que se estrenará el 16 de septiembre de 2025.

## Elenco

### Presentadores

Logotipo utilizado de 2007 a 2018 que se utilizó en carteles promocionales. Este logotipo se sigue utilizando en las versiones internacionales.

Tom Bergeron (que también presentaba America's Funniest Home Videos, también en ABC, en el momento del debut del programa) fue el presentador de las 28 primeras temporadas del programa, desde su estreno en 2005. En la primera temporada, su copresentadora fue Lisa Canning. Posteriormente fue sustituida por Samantha Harris desde la temporada 2 hasta la 9 (2006-2009), que a su vez fue reemplazada por Brooke Burke-Charvet de las temporadas 10 a 17 (2010-2013). Erin Andrews asumió el cargo de copresentadora a partir de la temporada 18 (2014).
El 13 de julio de 2020, Bergeron anunció en un tuit que había sido despedido de la serie. ABC y BBC Studios hicieron un anuncio oficial poco después diciendo que Andrews también abandonaría el programa. Al día siguiente, se anunció que la modelo y presentadora Tyra Banks se uniría al programa como presentadora, además de ejercer como productora ejecutiva de la vigesimonovena temporada. El 14 de julio de 2022, se anunció que Alfonso Ribeiro se uniría a Banks como copresentador de la trigesimoprimera temporada. El 17 de marzo de 2023, se reveló que Banks dejaría el programa antes de la trigesimosegunda temporada. Tres días después, se anunció que Julianne Hough se incorporaría como copresentadora desde esa temporada, mientras que Ribeiro fue ascendido a presentador principal.

### Jurado
Los jueces habituales eran Len Goodman, que ejercía de juez principal, Carrie Ann Inaba y Bruno Tonioli. Goodman estuvo ausente durante gran parte de la temporada 19, toda la temporada 21, gran parte de la temporada 23 y toda la temporada 29. Julianne Hough, que había sido bailarina profesional en las temporadas 4 a 8, se incorporó como juez a tiempo completo en las temporadas 19 a 21, después de haber sido juez invitada en las dos temporadas anteriores. No regresó para la temporada 22, pero sí como juez a tiempo completo para las temporadas 23 y 24, pero no volvió posteriormente. El hermano de Julianne, Derek Hough, sustituyó a Len Goodman en la temporada 29, ya que Goodman no pudo viajar de Londres a Los Ángeles debido a las restricciones de viaje por la pandemia de COVID-19, aunque pudo «compartir sus conocimientos de baile de salón» durante la temporada a través de clips pregrabados. Goodman anunció durante las semifinales de la temporada 31 que se retiraría del programa al final de la temporada.
Tras la muerte de Goodman, el Trofeo Mirrorball pasó a llamarse Trofeo Mirrorball Len Goodman a partir de la temporada 32.

### Cronología del elenco
Clave de color:
     Presentador(a)
     Copresentador(a)
     Concursante
     Bailarín(a) profesional
     Juez
     Juez invitado(a)
| Miembro del elenco | Temporada | Temporada | Temporada | Temporada | Temporada | Temporada | Temporada | Temporada | Temporada | Temporada | Temporada | Temporada | Temporada | Temporada | Temporada | Temporada | Temporada | Temporada | Temporada | Temporada | Temporada | Temporada | Temporada | Temporada | Temporada | Temporada | Temporada | Temporada | Temporada | Temporada | Temporada | Temporada | Temporada |
| Miembro del elenco | 1         | 2         | 3         | 4         | 5         | 6         | 7         | 8         | 9         | 10        | 11        | 12        | 13        | 14        | 15        | 16        | 17        | 18        | 19        | 20        | 21        | 22        | 23        | 24        | 25        | 26        | 27        | 28        | 29        | 30        | 31        | 32        | 33        |
| ------------------ | --------- | --------- | --------- | --------- | --------- | --------- | --------- | --------- | --------- | --------- | --------- | --------- | --------- | --------- | --------- | --------- | --------- | --------- | --------- | --------- | --------- | --------- | --------- | --------- | --------- | --------- | --------- | --------- | --------- | --------- | --------- | --------- | --------- |
| Tom Bergeron       | ●         | ●         | ●         | ●         | ●         | ●         | ●         | ●         | ●         | ●         | ●         | ●         | ●         | ●         | ●         | ●         | ●         | ●         | ●         | ●         | ●         | ●         | ●         | ●         | ●         | ●         | ●         | ●         |           |           |           |           |           |
| Tyra Banks         |           |           |           |           |           |           |           |           |           |           |           |           |           |           |           |           |           |           |           |           |           |           |           |           |           |           |           |           | ●         | ●         | ●         |           |           |
| Alfonso Ribeiro    |           |           |           |           |           |           |           |           |           |           |           |           |           |           |           |           |           |           | ●         |           | ●         |           |           |           |           |           |           |           |           |           | ●         | ●         | ●         |
| Lisa Canning       | ●         |           |           |           |           |           |           |           |           |           |           |           |           |           |           |           |           |           |           |           |           |           |           |           |           |           |           |           |           |           |           |           |           |
| Samantha Harris    |           | ●         | ●         | ●         | ●         | ●         | ●         | ●         | ●         |           |           |           |           |           |           |           |           |           |           |           |           |           |           |           |           |           |           |           |           |           |           |           |           |
| Brooke Burke       |           |           |           |           |           |           | ●         |           |           | ●         | ●         | ●         | ●         | ●         | ●         | ●         | ●         |           |           |           |           |           |           |           |           |           |           |           |           |           |           |           |           |
| Erin Andrews       |           |           |           |           |           |           |           |           |           | ●         |           |           |           |           |           |           |           | ●         | ●         | ●         | ●         | ●         | ●         | ●         | ●         | ●         | ●         | ●         |           |           |           |           |           |
| Julianne Hough     |           |           |           | ●         | ●         | ●         | ●         | ●         |           |           |           |           |           |           |           |           | ●         | ●         | ●         | ●         | ●         |           | ●         | ●         | ●         |           |           |           |           | ●         |           | ●         | ●         |
| Len Goodman        | ●         | ●         | ●         | ●         | ●         | ●         | ●         | ●         | ●         | ●         | ●         | ●         | ●         | ●         | ●         | ●         | ●         | ●         | ●         | ●         |           | ●         | ●         | ●         | ●         | ●         | ●         | ●         |           | ●         | ●         |           |           |
| Carrie Ann Inaba   | ●         | ●         | ●         | ●         | ●         | ●         | ●         | ●         | ●         | ●         | ●         | ●         | ●         | ●         | ●         | ●         | ●         | ●         | ●         | ●         | ●         | ●         | ●         | ●         | ●         | ●         | ●         | ●         | ●         | ●         | ●         | ●         | ●         |
| Bruno Tonioli      | ●         | ●         | ●         | ●         | ●         | ●         | ●         | ●         | ●         | ●         | ●         | ●         | ●         | ●         | ●         | ●         | ●         | ●         | ●         | ●         | ●         | ●         | ●         | ●         | ●         | ●         | ●         | ●         | ●         | ●         | ●         | ●         | ●         |
| Derek Hough        |           |           |           |           | ●         | ●         | ●         | ●         | ●         | ●         | ●         |           | ●         | ●         | ●         | ●         | ●         | ●         | ●         | ●         | ●         |           | ●         |           |           |           |           |           | ●         | ●         | ●         | ●         | ●         |

### Músicos
Durante 17 temporadas, la orquesta de Harold Wheeler y cantantes tocaban la música en vivo en el programa. El 7 de febrero de 2014, se anunció que el nuevo líder de la banda sería Ray Chew, junto a una nueva banda de instrumentistas y cantantes.

### Bailarines profesionales
Cada temporada, las celebridades son emparejadas con bailarines profesionales que les instruyen en los distintos estilos de baile, diseñan sus coreografías y bailan con ellos cada semana en el concurso.
| Bailarín profesional  | Temporada | Temporada | Temporada | Temporada | Temporada | Temporada | Temporada | Temporada | Temporada | Temporada | Temporada | Temporada | Temporada | Temporada | Temporada | Temporada | Temporada | Temporada | Temporada | Temporada | Temporada | Temporada | Temporada | Temporada | Temporada | Temporada | Temporada | Temporada | Temporada | Temporada | Temporada | Temporada | Temporada |  |
| Bailarín profesional  | 1         | 2         | 3         | 4         | 5         | 6         | 7         | 8         | 9         | 10        | 11        | 12        | 13        | 14        | 15        | 16        | 17        | 18        | 19        | 20        | 21        | 22        | 23        | 24        | 25        | 26        | 27        | 28        | 29        | 30        | 31        | 32        | 33        |  |
| --------------------- | --------- | --------- | --------- | --------- | --------- | --------- | --------- | --------- | --------- | --------- | --------- | --------- | --------- | --------- | --------- | --------- | --------- | --------- | --------- | --------- | --------- | --------- | --------- | --------- | --------- | --------- | --------- | --------- | --------- | --------- | --------- | --------- | --------- |  |
| Ashly DelGrosso       | ●         | ●         | ●         |           |           |           |           |           |           | ●         |           |           |           |           |           |           |           |           |           |           |           |           |           |           |           |           |           |           |           |           |           |           |           |  |
| Charlotte Jørgensen   | ●         |           |           |           |           |           |           |           |           |           |           |           |           |           |           |           |           |           |           |           |           |           |           |           |           |           |           |           |           |           |           |           |           |  |
| Alec Mazo             | ●         |           |           | ●         | ●         |           | ●         |           | ●         |           |           |           |           |           |           |           |           |           |           |           |           |           |           |           |           |           |           |           |           |           |           |           |           |  |
| Jonathan Roberts      | ●         | ●         |           | ●         | ●         | ●         |           | ●         | ●         |           |           |           |           |           |           |           |           |           |           |           |           |           |           |           |           |           |           |           |           |           |           |           |           |  |
| Edyta Śliwińska       | ●         | ●         | ●         | ●         | ●         | ●         | ●         | ●         | ●         | ●         |           |           |           |           |           |           |           |           |           |           |           | ●         |           |           |           |           |           |           |           |           |           |           |           |  |
| Louis van Amstel      | ●         | ●         | ●         |           |           | ●         |           |           | ●         | ●         | ●         | ●         |           |           | ●         |           |           |           |           |           | ●         |           |           |           |           |           |           |           |           |           | ●         |           |           |  |
| Cheryl Burke          |           | ●         | ●         | ●         | ●         | ●         | ●         | ●         | ●         | ●         | ●         | ●         | ●         | ●         | ●         | ●         | ●         | ●         | ●         |           |           |           | ●         |           | ●         |           | ●         | ●         | ●         | ●         | ●         |           |           |  |
| Maksim Chmerkovskiy   |           | ●         | ●         | ●         | ●         |           | ●         | ●         | ●         | ●         | ●         | ●         | ●         | ●         | ●         |           |           | ●         |           |           |           |           | ●         | ●         | ●         |           |           |           |           |           |           |           |           |  |
| Tony Dovolani         |           | ●         | ●         | ●         | ●         | ●         | ●         | ●         | ●         | ●         | ●         | ●         | ●         | ●         | ●         | ●         | ●         | ●         | ●         | ●         | ●         | ●         |           |           |           |           |           |           |           |           |           |           |           |  |
| Andrea Hale           |           | ●         |           |           |           |           |           |           |           |           |           |           |           |           |           |           |           |           |           |           |           |           |           |           |           |           |           |           |           |           |           |           |           |  |
| Nick Kosovich         |           | ●         | ●         |           |           |           |           |           |           |           |           |           |           |           |           |           |           |           |           |           |           |           |           |           |           |           |           |           |           |           |           |           |           |  |
| Anna Trebunskaya      |           | ●         |           |           | ●         | ●         |           |           | ●         | ●         | ●         | ●         | ●         | ●         | ●         |           |           |           |           |           | ●         |           |           |           |           |           |           |           |           |           |           |           |           |  |
| Jesse DeSoto          |           |           | ●         |           |           |           |           |           |           |           |           |           |           |           |           |           |           |           |           |           |           |           |           |           |           |           |           |           |           |           |           |           |           |  |
| Elena Grinenko        |           |           | ●         | ●         |           |           |           |           |           |           |           |           |           |           |           |           |           |           |           |           |           |           |           |           |           |           |           |           |           |           |           |           |           |  |
| Kym Johnson           |           |           | ●         | ●         | ●         | ●         | ●         | ●         | ●         |           | ●         | ●         | ●         | ●         | ●         | ●         |           |           |           | ●         |           |           |           | ●         |           |           |           |           |           |           |           |           |           |  |
| Karina Smirnoff       |           |           | ●         | ●         | ●         | ●         | ●         | ●         | ●         |           | ●         | ●         | ●         | ●         | ●         | ●         | ●         | ●         | ●         |           | ●         | ●         |           |           |           |           |           |           |           |           |           |           |           |  |
| Brian Fortuna         |           |           |           | ●         |           |           |           |           |           |           |           |           |           |           |           |           |           |           |           |           |           |           |           |           |           |           |           |           |           |           |           |           |           |  |
| Julianne Hough        |           |           |           | ●         | ●         | ●         | ●         | ●         |           |           |           |           |           |           |           |           |           |           |           |           |           |           |           |           |           |           |           |           |           |           |           |           |           |  |
| Mark Ballas           |           |           |           |           | ●         | ●         | ●         | ●         | ●         | ●         | ●         | ●         | ●         | ●         | ●         | ●         | ●         | ●         | ●         | ●         | ●         | ●         |           |           | ●         |           |           |           |           |           | ●         |           |           |  |
| Derek Hough           |           |           |           |           | ●         | ●         | ●         | ●         | ●         | ●         | ●         |           | ●         | ●         | ●         | ●         | ●         | ●         | ●         | ●         | ●         |           | ●         |           |           |           |           |           |           |           |           |           |           |  |
| Fabian Sanchez        |           |           |           |           |           | ●         |           |           |           |           |           |           |           |           |           |           |           |           |           |           |           |           |           |           |           |           |           |           |           |           |           |           |           |  |
| Corky Ballas          |           |           |           |           |           |           | ●         |           |           |           | ●         |           |           |           |           |           |           |           |           |           |           |           |           |           |           |           |           |           |           |           |           |           |           |  |
| Inna Brayer           |           |           |           |           |           |           | ●         |           |           |           |           |           |           |           |           |           |           |           |           |           |           |           |           |           |           |           |           |           |           |           |           |           |           |  |
| Lacey Schwimmer       |           |           |           |           |           |           | ●         | ●         | ●         |           | ●         | ●         | ●         |           |           |           |           |           |           |           |           |           |           |           |           |           |           |           |           |           |           |           |           |  |
| Dmitry Chaplin        |           |           |           |           |           |           |           | ●         | ●         |           |           | ●         |           |           |           |           |           |           |           |           |           |           |           |           |           |           |           |           |           |           |           |           |           |  |
| Chelsie Hightower     |           |           |           |           |           |           |           | ●         | ●         | ●         | ●         | ●         |           | ●         | ●         |           |           |           |           |           |           |           |           |           |           |           |           |           |           |           |           |           |           |  |
| Anna Demidova         |           |           |           |           |           |           |           |           | ●         |           |           |           |           |           |           |           |           |           |           |           |           |           |           |           |           |           |           |           |           |           |           |           |           |  |
| Damian Whitewood      |           |           |           |           |           |           |           |           |           | ●         |           |           |           |           |           |           |           |           |           |           |           |           |           |           |           |           |           |           |           |           |           |           |           |  |
| Valentin Chmerkovskiy |           |           |           |           |           |           |           |           |           |           |           |           | ●         | ●         | ●         | ●         | ●         | ●         | ●         | ●         | ●         | ●         | ●         | ●         | ●         |           | ●         | ●         | ●         | ●         | ●         | ●         | ●         |  |
| Tristan MacManus      |           |           |           |           |           |           |           |           |           |           |           |           | ●         | ●         | ●         | ●         | ●         |           |           |           |           |           |           |           |           |           |           |           |           |           |           |           |           |  |
| Peta Murgatroyd       |           |           |           |           |           |           |           |           |           |           |           |           | ●         | ●         | ●         | ●         | ●         | ●         | ●         | ●         |           | ●         |           | ●         | ●         |           |           | ●         | ●         |           | ●         | ●         |           |  |
| Lindsay Arnold        |           |           |           |           |           |           |           |           |           |           |           |           |           |           |           | ●         |           |           |           |           | ●         | ●         | ●         | ●         | ●         | ●         | ●         | ●         |           | ●         |           |           |           |  |
| Sharna Burgess        |           |           |           |           |           |           |           |           |           |           |           |           |           |           |           | ●         | ●         | ●         | ●         | ●         | ●         | ●         | ●         | ●         | ●         | ●         | ●         |           | ●         | ●         |           |           |           |  |
| Gleb Savchenko        |           |           |           |           |           |           |           |           |           |           |           |           |           |           |           | ●         |           |           |           |           |           |           | ●         | ●         | ●         | ●         | ●         | ●         | ●         | ●         | ●         | ●         | ●         |  |
| Sasha Farber          |           |           |           |           |           |           |           |           |           |           |           |           |           |           |           |           | ●         |           |           |           |           | ●         | ●         | ●         |           | ●         | ●         | ●         | ●         | ●         | ●         | ●         | ●         |  |
| Emma Slater           |           |           |           |           |           |           |           |           |           |           |           |           |           |           |           |           | ●         | ●         | ●         | ●         | ●         |           | ●         | ●         | ●         | ●         | ●         | ●         | ●         | ●         | ●         | ●         | ●         |  |
| Tyne Stecklein        |           |           |           |           |           |           |           |           |           |           |           |           |           |           |           |           | ●         |           |           |           |           |           |           |           |           |           |           |           |           |           |           |           |           |  |
| Henry Byalikov        |           |           |           |           |           |           |           |           |           |           |           |           |           |           |           |           |           | ●         |           |           |           |           |           |           |           |           |           |           |           |           |           |           |           |  |
| Witney Carson         |           |           |           |           |           |           |           |           |           |           |           |           |           |           |           |           |           | ●         | ●         | ●         | ●         | ●         | ●         | ●         | ●         | ●         | ●         | ●         |           | ●         | ●         |           | ●         |  |
| Artem Chigvintsev     |           |           |           |           |           |           |           |           |           |           |           |           |           |           |           |           |           |           | ●         | ●         |           | ●         | ●         | ●         | ●         | ●         | ●         |           | ●         | ●         | ●         | ●         |           |  |
| Allison Holker        |           |           |           |           |           |           |           |           |           |           |           |           |           |           |           |           |           |           | ●         | ●         | ●         |           | ●         |           |           |           |           |           |           |           |           |           |           |  |
| Keo Motsepe           |           |           |           |           |           |           |           |           |           |           |           |           |           |           |           |           |           |           | ●         | ●         | ●         | ●         |           | ●         | ●         | ●         | ●         |           | ●         |           |           |           |           |  |
| Jenna Johnson         |           |           |           |           |           |           |           |           |           |           |           |           |           |           |           |           |           |           |           |           |           |           | ●         |           |           | ●         | ●         | ●         | ●         | ●         |           | ●         | ●         |  |
| Alan Bersten          |           |           |           |           |           |           |           |           |           |           |           |           |           |           |           |           |           |           |           |           |           |           |           |           | ●         | ●         | ●         | ●         | ●         | ●         | ●         | ●         | ●         |  |
| Brandon Armstrong     |           |           |           |           |           |           |           |           |           |           |           |           |           |           |           |           |           |           |           |           |           |           |           |           |           |           | ●         | ●         | ●         | ●         | ●         | ●         | ●         |  |
| Pasha Pashkov         |           |           |           |           |           |           |           |           |           |           |           |           |           |           |           |           |           |           |           |           |           |           |           |           |           |           |           | ●         | ●         | ●         | ●         | ●         | ●         |  |
| Daniella Karagach     |           |           |           |           |           |           |           |           |           |           |           |           |           |           |           |           |           |           |           |           |           |           |           |           |           |           |           |           | ●         | ●         | ●         | ●         | ●         |  |
| Britt Stewart         |           |           |           |           |           |           |           |           |           |           |           |           |           |           |           |           |           |           |           |           |           |           |           |           |           |           |           |           | ●         | ●         | ●         | ●         | ●         |  |
| Koko Iwasaki          |           |           |           |           |           |           |           |           |           |           |           |           |           |           |           |           |           |           |           |           |           |           |           |           |           |           |           |           |           |           | ●         | ●         |           |  |
| Rylee Arnold          |           |           |           |           |           |           |           |           |           |           |           |           |           |           |           |           |           |           |           |           |           |           |           |           |           |           |           |           |           |           |           | ●         | ●         |  |
| Ezra Sosa             |           |           |           |           |           |           |           |           |           |           |           |           |           |           |           |           |           |           |           |           |           |           |           |           |           |           |           |           |           |           |           |           | ●         |  |

### Cuerpo de baile
En la duodécima temporada, el programa introdujo el cuerpo de baile, formado por bailarines profesionales que bailan en el programa pero no estaban emparejados con una celebridad. El primer cuerpo de baile incluyó a Oksana Dmytrenko, Tristan MacManus, Peta Murgatroyd, Kiki Nyemchek, Nicole Volynets y Ted Volynets.
Tras ser eliminado en la temporada 32, volvió a formar parte del programa en la temporada 33. Marcquet Hill, Roman Nevinchanyi, Kailyn Rogers y Stephani Sosa conformaron el cuerpo de baile de esa temporada, uniéndose al programa por primera vez. Sosa es la hermana del bailarín profesional Ezra Sosa.
Otros miembros fueron Artur Adamski, Brandon Armstrong, Lindsay Arnold, Alan Bersten, Sharna Burgess, Henry Byalikov, Witney Carson, D'Angelo Castro, Brittany Cherry, Daria Chesnokova, Artem Chigvintsev, Hayley Erbert, Sasha Farber, Shannon Holtzapffel, Dennis Jauch, Jenna Johnson, Kateryna Klishyna, Kiril Kulish, Vladislav Kvartin, Morgan Larson, Keo Motsepe, Sonny Fredie Pedersen, Gleb Savchenko, Emma Slater, Ezra Sosa, Britt Stewart, Julz Tocker y Alexis Warr.

## Temporadas
| Temporada | Temporada | Parejas | Episodios | Episodios | Emisión original         | Emisión original        | Primer puesto                            | Segundo puesto                       | Tercer puesto                          |
| Temporada | Temporada | Parejas | Episodios | Episodios | Primera emisión          | Última emisión          | Primer puesto                            | Segundo puesto                       | Tercer puesto                          |
| --------- | --------- | ------- | --------- | --------- | ------------------------ | ----------------------- | ---------------------------------------- | ------------------------------------ | -------------------------------------- |
|           | 1         | 6       | 6         | 6         | 1 de junio de 2005       | 6 de julio de 2005      | Kelly Monaco & Alec Mazo                 | John O'Hurley & Charlotte Jørgensen  | Joey McIntyre & Ashly DelGrosso        |
|           | 2         | 10      | 15        | 15        | 5 de enero de 2006       | 24 de febrero de 2006   | Drew Lachey & Cheryl Burke               | Jerry Rice & Anna Trebunskaya        | Stacy Keibler & Tony Dovolani          |
|           | 3         | 11      | 20        | 20        | 12 de septiembre de 2006 | 15 de noviembre de 2006 | Emmitt Smith & Cheryl Burke              | Mario Lopez & Karina Smirnoff        | Joey Lawrence & Edyta Śliwińska        |
|           | 4         | 11      | 20        | 20        | 19 de marzo de 2007      | 22 de mayo de 2007      | Apolo Anton Ohno & Julianne Hough        | Joey Fatone & Kym Johnson            | Laila Ali & Maksim Chmerkovskiy        |
|           | 5         | 12      | 21        | 21        | 24 de septiembre de 2007 | 27 de noviembre de 2007 | Hélio Castroneves & Julianne Hough       | Mel B & Maksim Chmerkovskiy          | Marie Osmond & Jonathan Roberts        |
|           | 6         | 12      | 21        | 21        | 17 de marzo de 2008      | 20 de mayo de 2008      | Kristi Yamaguchi & Mark Ballas           | Jason Taylor & Edyta Śliwińska       | Cristián de la Fuente & Cheryl Burke   |
|           | 7         | 13      | 21        | 21        | 22 de septiembre de 2008 | 25 de noviembre de 2008 | Brooke Burke & Derek Hough               | Warren Sapp & Kym Johnson            | Lance Bass & Lacey Schwimmer           |
|           | 8         | 13      | 21        | 21        | 9 de marzo de 2009       | 19 de mayo de 2009      | Shawn Johnson & Mark Ballas              | Gilles Marini & Cheryl Burke         | Melissa Rycroft & Tony Dovolani        |
|           | 9         | 16      | 21        | 21        | 21 de septiembre de 2009 | 24 de noviembre de 2009 | Donny Osmond & Kym Johnson               | Mýa & Dmitry Chaplin                 | Kelly Osbourne & Louis Van Amstel      |
|           | 10        | 11      | 19        | 19        | 22 de marzo de 2010      | 25 de mayo de 2010      | Nicole Scherzinger & Derek Hough         | Evan Lysacek & Anna Trebunskaya      | Erin Andrews & Maksim Chmerkovskiy     |
|           | 11        | 12      | 20        | 20        | 20 de septiembre de 2010 | 23 de noviembre de 2010 | Jennifer Grey & Derek Hough              | Kyle Massey & Lacey Schwimmer        | Bristol Palin & Mark Ballas            |
|           | 12        | 11      | 19        | 19        | 11 de marzo de 2011      | 24 de mayo de 2011      | Hines Ward & Kym Johnson                 | Kirstie Alley & Maksim Chmerkovskiy  | Chelsea Kane & Mark Ballas             |
|           | 13        | 12      | 20        | 20        | 19 de septiembre de 2011 | 22 de noviembre de 2011 | J.R. Martinez & Karina Smirnoff          | Rob Kardashian & Cheryl Burke        | Ricki Lake & Derek Hough               |
|           | 14        | 12      | 19        | 19        | 19 de marzo de 2012      | 22 de mayo de 2012      | Donald Driver & Peta Murgatroyd          | Katherine Jenkins & Mark Ballas      | William Levy & Cheryl Burke            |
|           | 15        | 13      | 19        | 19        | 24 de septiembre de 2012 | 27 de noviembre de 2012 | Melissa Rycroft & Tony Dovolani          | Shawn Johnson & Derek Hough          | Kelly Monaco & Valentin Chmerkovskiy   |
|           | 16        | 12      | 20        | 20        | 18 de marzo de 2013      | 21 de mayo de 2013      | Kellie Pickler & Derek Hough             | Zendaya & Valentin Chmerkovskiy      | Jacoby Jones & Karina Smirnoff         |
|           | 17        | 12      | 12        | 12        | 16 de septiembre de 2013 | 26 de noviembre de 2013 | Amber Riley & Derek Hough                | Corbin Bleu & Karina Smirnoff        | Jack Osbourne & Cheryl Burke           |
|           | 18        | 12      | 12        | 12        | 17 de marzo de 2014      | 20 de mayo de 2014      | Meryl Davis & Maksim Chmerkovskiy        | Amy Purdy & Derek Hough              | Candace Cameron Bure & Mark Ballas     |
|           | 19        | 13      | 15        | 15        | 15 de septiembre de 2014 | 25 de noviembre de 2014 | Alfonso Ribeiro & Witney Carson          | Sadie Robertson & Mark Ballas        | Janel Parrish & Valentin Chmerkovskiy  |
|           | 20        | 12      | 14        | 14        | 16 de marzo de 2015      | 19 de mayo de 2015      | Rumer Willis & Valentin Chmerkovskiy     | Riker Lynch & Allison Holker         | Noah Galloway & Sharna Burgess         |
|           | 21        | 13      | 14        | 14        | 14 de septiembre de 2015 | 24 de noviembre de 2015 | Bindi Irwin & Derek Hough                | Nick Carter & Sharna Burgess         | Alek Skarlatos & Lindsay Arnold        |
|           | 22        | 12      | 11        | 11        | 21 de marzo de 2016      | 24 de mayo de 2016      | Nyle DiMarco & Peta Murgatroyd           | Paige VanZant & Mark Ballas          | Ginger Zee & Valentin Chmerkovskiy     |
|           | 23        | 13      | 15        | 15        | 12 de septiembre de 2016 | 22 de noviembre de 2016 | Laurie Hernandez & Valentin Chmerkovskiy | James Hinchcliffe & Sharna Burgess   | Calvin Johnson Jr. & Lindsay Arnold    |
|           | 24        | 12      | 11        | 11        | 20 de marzo de 2017      | 23 de mayo de 2017      | Rashad Jennings & Emma Slater            | David Ross & Lindsay Arnold          | Normani Kordei & Valentin Chmerkovskiy |
|           | 25        | 13      | 12        | 12        | 18 de septiembre de 2017 | 21 de noviembre de 2017 | Jordan Fisher & Lindsay Arnold           | Lindsey Stirling & Mark Ballas       | Frankie Muniz & Witney Carson          |
|           | 26        | 10      | 4         | 4         | 30 de abril de 2018      | 21 de mayo de 2018      | Adam Rippon & Jenna Johnson              | Josh Norman & Sharna Burgess         | Tonya Harding & Sasha Farber           |
|           | 27        | 13      | 11        | 11        | 24 de septiembre de 2018 | 19 de noviembre de 2018 | Bobby Bones & Sharna Burgess             | Milo Manheim & Witney Carson         | Evanna Lynch & Keo Motsepe             |
|           | 28        | 12      | 11        | 11        | 16 de septiembre de 2019 | 25 de noviembre de 2019 | Hannah Brown & Alan Bersten              | Kel Mitchell & Witney Carson         | Ally Brooke & Sasha Farber             |
|           | 29        | 15      | 11        | 11        | 14 de septiembre de 2020 | 23 de noviembre de 2020 | Kaitlyn Bristowe & Artem Chigvintsev     | Nev Schulman & Jenna Johnson         | Nelly & Daniella Karagach              |
|           | 30        | 15      | 11        | 11        | 20 de septiembre de 2021 | 22 de noviembre de 2021 | Iman Shumpert & Daniella Karagach        | JoJo Siwa & Jenna Johnson            | Cody Rigsby & Cheryl Burke             |
|           | 31        | 16      | 11        | 11        | 19 de septiembre de 2022 | 21 de noviembre de 2022 | Charli D'Amelio & Mark Ballas            | Gabby Windey & Valentin Chmerkovskiy | Wayne Brady & Witney Carson            |
|           | 32        | 14      | 11        | 11        | 26 de septiembre de 2023 | 5 de diciembre de 2023  | Xochitl Gomez & Valentin Chmerkovskiy    | Jason Mraz & Daniella Karagach       | Ariana Madix & Pasha Pashkov           |
|           | 33        | 13      | 10        | 10        | 17 de septiembre de 2024 | 26 de noviembre de 2024 | Joey Graziadei & Jenna Johnson           | Ilona Maher & Alan Bersten           | Chandler Kinney & Brandon Armstrong    |
|           | 34        | —       | —         | —         | 16 de septiembre de 2025 | —                       | —                                        | —                                    | —                                      |

## Procedimiento de puntuación y votación
En las dos primeras temporadas, sólo era relevante la clasificación general entre los concursantes por parte de los jueces y el público. En la tercera y siguientes temporadas, el sistema de puntuación también ha hecho relevantes las puntuaciones exactas.
La puntuación comienza con las calificaciones de los jueces. Cada juez da una puntuación numérica del 1 al 10, para una puntuación total de 3 a 30 o de 4 a 40, dependiendo de la cantidad de jueces. La puntuación se modificó para la temporada all-stars, en la que los jueces podían dar puntuaciones en intervalos de 1/2 punto, de 0,5 a 10, para una puntuación total de 1,5 a 30. Cuando se puntúan varias presentaciones, sólo cuenta el total acumulado. El porcentaje de los jueces de los concursantes se calcula como el porcentaje del número total de puntos otorgados a todos los concursantes esa noche. (Por ejemplo, si un equipo ganó 20 puntos en una noche en la que los jueces otorgaron 200 puntos, su porcentaje de los jueces sería 20/200=10%). A continuación, este porcentaje se suma al porcentaje de votos del público recibidos por cada concursante. Las dos parejas con las puntuaciones promedio más bajas se determinan al final del programa, y la pareja con el promedio total más bajo queda eliminada. En la octava temporada se añadió un «duelo de baile» ocasional, en el que los concursantes podían repetir uno de sus bailes para mejorar la puntuación de los jueces. Posteriormente esto se suprimió.
La votación pública se realiza a través de un número de teléfono gratuito, la página web de ABC y, más recientemente, mensajes de texto y Facebook; los concursantes pueden votar durante e inmediatamente después de cada presentaciones. El número máximo de votos por votante y por medio es igual al número de parejas que bailan esa noche, o cinco votos, el que sea mayor. En abril de 2010, se reveló que la exconcursante Kate Gosselin había enviado correos electrónicos a amigos y familiares pidiéndoles que votaran hasta 10 veces cada uno. En noviembre de 2010, The Washington Post informó de que, al parecer, la votación en línea no requería una dirección de correo electrónico válida y, en consecuencia, una persona podía emitir numerosos votos.
En varios casos en los que la cobertura de ESPN del Monday Night Football se emite en una filial de ABC en el mercado local de un equipo de la NFL, el programa se retrasa para emitirse inmediatamente después de las noticias locales de esa emisora, Jimmy Kimmel Live! y Nightline, y se abre una ventana de votación limitada sólo a los códigos de área del mercado desplazado para permitir que los espectadores afectados sigan emitiendo sus votos para la competición, aunque esto depende de cada mercado (en algunos mercados, una emisora hermana alternativa o un subcanal digital emite el programa en directo según lo previsto).
En las temporadas 1 y 3 sólo llegaron dos parejas a la semana final, en lugar de tres. A partir de la temporada 16, cuatro parejas llegaron a la semana final, aunque los tres finalistas procedieron a bailar una vez más para los jueces la noche siguiente después de que se anunciara la pareja clasificada en cuarto lugar. En las temporadas 20, 22, 24 y 26 hubo tres parejas en la semana final, pero en las temporadas 21, 23, 25 y 27-31 hubo cuatro, sin embargo en las temporadas 32 y 33, hubo un cambio y cinco parejas llegaron a la final.
A partir de la temporada 28, las dos parejas con el promedio total combinado más bajo de las puntuaciones de los jueces y los porcentajes de votos de los espectadores quedaban entre las dos últimas y corrían el riesgo de ser eliminadas. En estas temporadas, cada juez votaba por cual de las dos últimas parejas quería salvar de la eliminación. En situaciones de doble eliminación en las que tres equipos corrían peligro de ser eliminados, la pareja con el promedio total combinado más bajo de puntuaciones de los jueces y votos de los espectadores es eliminada, y las otras dos parejas se enfrentarán a la decisión de los jueces, que tienen que votar para salvar a una pareja de la eliminación. Sin embargo, para la temporada 32, esto se eliminó y se volvió a las reglas originales utilizadas en las primeras 27 temporadas.

## Información general

### Pagos
En el episodio del 18 de abril de 2006 del programa de radio de Howard Stern, The Howard Stern Show, la esposa de Stern, Beth, dijo que tenía garantizado ganar 125.000 dólares sólo por aparecer en el programa (en la tercera temporada) y que podría ganar hasta más del doble de la suma original, dependiendo del tiempo que durara en el programa.
En la temporada 21, un juez del Tribunal Superior del Condado de Los Ángeles retuvo los pagos a Bindi Irwin porque era menor de edad, lo que exigía que sus padres firmaran un contrato. Pero aunque su madre firmó, el contrato carecía de la firma de su padre, por lo que el juez se negó a validar el contrato, a pesar de que el padre de Irwin era el mundialmente famoso naturalista Steve Irwin, cuya muerte en 2006 había sido ampliamente cubierta en las noticias y medios de comunicación. El juez validó posteriormente el contrato una vez que se presentó ante el tribunal el certificado de defunción de Steve Irwin, con lo que Bindi cobró 350.000 dólares del programa.

### Retiros
La primera persona que se retiró de la competencia fue Romeo en la temporada 2. Su padre, Master P, tomó su lugar en la competencia, siendo emparejado con Ashly DelGrosso. Sin embargo, Romeo compitió más adelante en la temporada 12 y terminó en el quinto puesto, junto con la bailarina Chelsie Hightower.
En la semana seis de la temporada 3, Sara Evans citó su divorcio como la razón para dejar la competencia. Nadie fue eliminado esa semana debido a este suceso.
Otro abandono ocurrió durante el período previo a la temporada 4 el 28 de febrero, cuando Vincent Pastore se retiró de la competencia después de sólo una semana de entrenamiento. Pastore dijo que no se dio cuenta de cuánto trabajo era necesario durante un período de diez semanas y que no estaba a la altura de las exigencias físicas de la serie. Fue reemplazado el 2 de marzo por el actor de doblaje de Pixar, John Ratzenberger, quien fue emparejado con Edyta Śliwińska.
En la temporada 7, Misty May-Treanor abandonó la competencia en la tercera semana, luego de romper su tendón de Aquiles al ensayar con su pareja de baile Maksim Chmerkovskiy. Ella no realizó la rutina en absoluto ni fue puntuada por ello; nadie más fue eliminado esa semana.
En la temporada 8, Jewel y Nancy O'Dell sufrieron lesiones antes de que la temporada comenzara y no pudieron competir. Jewel fue diagnosticada con las tibias fracturadas en ambas piernas; volvió más tarde en la temporada para bailar «Somewhere Over the Rainbow» en el show de resultados. O'Dell sufrió un desgarro de un cartílago de rodilla. Fueron reemplazadas por Holly Madison y Melissa Rycroft, quienes estaría bailando con sus parejas de baile por el resto de la temporada (Dmitry Chaplin y Tony Dovolani).
Tom DeLay, en la temporada 9, se retiró en la tercera semana de competencia debido a una fractura por estrés total que se había desarrollado en ambos pies a partir de una fractura anterior previa al estrés en un pie. DeLay fue anunciado como «salvado» antes de que anunciara su retiro durante el anuncio de los resultados del 6 de octubre de 2009. Debido a esto, Debi Mazar fue eliminada esa noche a pesar del retiro de DeLay.
En la temporada 16, la campeona olímpica de patinaje artístico Dorothy Hamill tuvo que retirarse de la competencia debido a las órdenes médicas de una lesión en la columna vertebral. Un quiste se había desarrollado cerca de su espina dorsal inferior, y estaba pellizcando el nervio en esa área. El campeón de boxeo Victor Ortiz o la estrella de telerreliadad Lisa Vanderpump hubiesen sido eliminados, pero Hamill se retiró antes de que los resultados pudieran ser anunciados, lo que significó que nadie fue eliminado esa semana.
En la temporada 18, en la semana tres, el actor Billy Dee Williams se retiró por consejo de un médico, debido a un problema crónico de espalda, lo que no dio lugar a la eliminación de esa semana.
En la temporada 21, en la tercera semana, la estrella de telerrealidad Kim Zolciak-Biermann se vio obligada a retirarse de la competencia después de sufrir un coágulo de sangre que resultó en un mini accidente cerebrovascular (lo que no dio lugar a una eliminación esa semana). Tamar Braxton también se retiró de la temporada debido a unos coágulos de sangre en sus pulmones antes de la semifinal, siendo esta la primera temporada en tener dos abandonos.
En la temporada 28, la modelo Christie Brinkley se retiró de la competencia una semana antes del estreno de la temporada, debido a una lesión en el brazo durante el ensayo y una posterior cirugía repentina. Fue reemplazada por su hija, Sailor, con solo unos días para practicar antes del estreno del programa. Más tarde esa temporada, Ray Lewis se retiró de la competencia en la tercera semana debido a una lesión en el dedo del pie que sufrió durante el ensayo que necesitó cirugía.
En la temporada 29, durante la octava semana, la presentadora de televisión Jeannie Mai se retiró del programa después de ser hospitalizada por epiglotitis. Como resultado, la doble eliminación que se suponía que iba a ocurrir no se llevó a cabo. Solo una pareja, Chrishell Stause y Gleb Savchenko, fueron eliminados esa noche.
En la temporada 31, durante la quinta semana, la estrella de cine Selma Blair se retiró del programa para evitar que su salud con esclerosis múltiple se deteriorara más. Esta es la primera vez que una celebridad obtiene la primera puntuación perfecta de la temporada y se retira en el mismo episodio. Como resultado, no hubo eliminación esa primera noche de la quinta semana.

## Episodios especiales

### Duelo de baile de la primera temporada
Tras la polémica suscitada por la victoria de Kelly Monaco sobre John O'Hurley, ABC organizó un episodio de «duelo de baile» para la revancha. Ambos concursantes se reunieron con sus parejas de baile profesionales, Alec Mazo y Charlotte Jorgensen, respectivamente. Los jueces Len Goodman, Carrie Ann Inaba y Bruno Tonioli otorgaron 77 puntos a O'Hurley y Jorgensen y 74 a Monaco y Mazo, pero en esta competición sólo contó el voto del público. Como anunció Tom Bergeron el jueves siguiente, el voto del público dio la victoria de la revancha a O'Hurley con una ligera ventaja del 1%.
Muchos consideraron esta revancha un error y Kelly Monaco retuvo su título como ganadora de la primera temporada. Nunca se volvió a organizar un episodio de revancha.

### Episodio 100
El programa celebró su episodio número 100 el martes 6 de mayo de 2008, durante la octava semana de la sexta temporada. Volvieron más de 30 antiguos miembros del reparto y profesionales, con entrevistas a Stacy Keibler, Lisa Rinna, Jerry Springer, Vivica A. Fox, Joey Fatone, Kenny Mayne, Sabrina Bryan y los exganadores Kelly Monaco, Drew Lachey y Apolo Anton Ohno. Además del reparto de la sexta temporada, aparecieron Paula Abdul (en una introducción de video), Jane Seymour, Ian Ziering, Mark Cuban, Wayne Newton, Leeza Gibbons, Harry Hamlin, Shandi Finnessey y Helio Castroneves. Nuevas rutinas fueron realizadas por Apolo Anton Ohno y Julianne Hough, Mel B y Maksim Chmerkovskiy, y por Mario Lopez con el elenco de A Chorus Line, en el que estaba protagonizando en Broadway. El invitado musical fue el grupo de country Rascal Flatts.
Los 10 mejores bailes de los jueces
Los jueces también presentaron una cuenta regresiva de sus opciones para los 10 mejores bailes con puntuación perfecta de las primeras 5 temporadas. Sus opciones fueron:
| Nro. | Celebridad        | Profesional         | Temporada | Semana | Baile     |
| ---- | ----------------- | ------------------- | --------- | ------ | --------- |
| 1    | Mario López       | Karina Smirnoff     | 3         | 9      | Tango     |
| 2    | Mel B             | Maksim Chmerkovskiy | 5         | 7      | Pasodoble |
| 3    | Stacy Keibler     | Tony Dovolani       | 2         | 8      | Samba     |
| 4    | Drew Lachey       | Cheryl Burke        | 2         | 8      | Freestyle |
| 5    | Helio Castroneves | Julianne Hough      | 5         | 8      | Quickstep |
| 6    | Joey Fatone       | Kym Johnson         | 4         | 7      | Jive      |
| 7    | Apolo Anton Ohno  | Julianne Hough      | 4         | 9      | Quickstep |
| 8    | Emmitt Smith      | Cheryl Burke        | 3         | 9      | Chachachá |
| 9    | Sabrina Bryan     | Mark Ballas         | 5         | 4      | Pasodoble |
| 10   | Kelly Monaco      | Alec Mazo           | 1         | 6      | Freestyle |

### Episodio 200
En la undécima temporada, a los espectadores se les permitió votar dos veces por día en el sitio web para elegir su baile favorito entre 30 opciones. El 25 de octubre de 2010, se informó una cuenta regresiva de los 10 bailes votados en el programa, para celebrar la semana siguiente el episodio número 200.
| Nro. | Celebridad         | Profesional         | Temporada | Semana | Baile           |
| ---- | ------------------ | ------------------- | --------- | ------ | --------------- |
| 1    | Drew Lachey        | Cheryl Burke        | 2         | 8      | Freestyle       |
| 2    | Gilles Marini      | Cheryl Burke        | 8         | 4      | Tango argentino |
| 3    | Apolo Anton Ohno   | Julianne Hough      | 4         | 5      | Samba           |
| 4    | Nicole Scherzinger | Derek Hough         | 10        | 8      | Pasodoble       |
| 5    | Mel B              | Maksim Chmerkovskiy | 5         | 7      | Pasodoble       |
| 6    | Joanna Krupa       | Derek Hough         | 9         | 8      | Pasodoble       |
| 7    | Apolo Anton Ohno   | Julianne Hough      | 4         | 10     | Freestyle       |
| 8    | Helio Castroneves  | Julianne Hough      | 5         | 8      | Quickstep       |
| 9    | Donny Osmond       | Kym Johnson         | 9         | 5      | Tango argentino |
| 10   | Shawn Johnson      | Mark Ballas         | 8         | 11     | Freestyle       |

En el programa del 200.º episodio, varios bailes se realizaron otra vez en el programa y seis de los favoritos de los fanáticos regresaron como jueces; Helio Castroneves, Emmitt Smith, Drew Lachey, Kelly Osbourne, Gilles Marini y Mel B. Las parejas recrearon sus rutinas más memorables en el episodio 200; Kristi Yamaguchi y Apolo Ohno sirvieron como capitanes para los bailes en equipo. En los resultados mostrados el 2 de noviembre, algunos premios fueron entregados a los antiguos concursantes y profesionales.
| Categoría                            | Ganador(a)       |
| ------------------------------------ | ---------------- |
| Momento más dramático                | Marie Osmond     |
| El peor bailarín                     | Kenny Mayne      |
| Bailarín con la mayor transformación | Louis Van Amstel |

### Episodio 300
El episodio 300 tuvo lugar en la novena semana en el programa de resultados de la decimosexta temporada. Veintidós bailarines profesionales anteriores y actuales realizaron un número de apertura coreografiado por Jason Gilkison. Los ex profesionales que bailaron fueron Chelsie Hightower, Dmitry Chaplin, Louis Van Amstel y Anna Trebunskaya. Kellie Pickler y Derek Hough bailaron su tango argentino como la repetición de la semana. Sin embargo, no se revelaron los diez mejores bailes, ni tampoco los premios conseguidos.

### Episodio 400
El episodio 400 tomo lugar en el estreno de la vigesimocuarta temporada del programa. Tom Bergeron hizo mención de ello, sin embargo, no hubo bailes ni homenajes especiales.

### Especial por el 10.º Aniversario
El 28 de abril de 2015, durante la temporada 20, se emitió un episodio especial pregrabado como especial del 10º aniversario con muchas exestrellas y bailarines profesionales que regresaron al salón de baile. Muchos exparticipantes bailaron y reflexionaron sobre su tiempo en el programa. Patti LaBelle, Amber Riley y Lil' Kim presentaron la canción «Lady Marmalade» del grupo LaBelle.  El programa se cerró con el mayor número de personas bailando en la historia del programa, ya que celebridades, profesionales, presentadores y jueces salieron a la pista.

### Dancing With the Stars: The Pros' Most Memorable Dances
Brandon Armstrong, Cheryl Burke, Kym Herjavec y Derek Hough fueron los anfitriones de Dancing With the Stars: The Pros' Most Memorable Dances, donde mostraron los 20 bailes más memorables en la historia de las treinta temporadas del programa. Se estrenó en Disney+ el 8 de septiembre de 2022.
| Nro. | Pareja                                   | Baile                                    | Temporada |
| ---- | ---------------------------------------- | ---------------------------------------- | --------- |
| 1    | Drew Lachey & Cheryl Burke               | Freestyle                                | 2         |
| 2    | Iman Shumpert & Daniella Karagach        | Contemporáneo                            | 30        |
| 3    | Alfonso Ribeiro & Witney Carson          | Jazz                                     | 19        |
| 4    | Hélio Castroneves & Julianne Hough       | Quickstep                                | 5         |
| 5    | Derek Hough & Hayley Erbert              | Pasodoble                                | 29        |
| 6    | Kaitlyn Bristowe & Artem Chigvintsev     | Tango argentino                          | 29        |
| 7    | JoJo Siwa & Jenna Johnson                | Freestyle                                | 30        |
| 8    | Meryl Davis & Maksim Chmerkovskiy        | Tango                                    | 18        |
| 9    | Jordan Fisher & Lindsay Arnold           | Pasodoble                                | 25        |
| 10   | Kellie Pickler & Derek Hough             | Freestyle                                | 16        |
| 11   | Nyle DiMarco & Peta Murgatroyd           | Freestyle                                | 22        |
| 12   | Número de apertura de la Noche de Disney | Número de apertura de la Noche de Disney | 28        |
| 13   | Nev Schulman & Jenna Johnson             | Pasodoble                                | 29        |
| 14   | Amy Purdy & Derek Hough                  | Quickstep                                | 18        |
| 15   | Joey Fatone & Kym Johnson                | Jive                                     | 4         |
| 16   | Shawn Johnson & Mark Ballas              | Lindy hop                                | 8         |
| 17   | Zendaya & Val Chmerkovskiy               | Chachachá                                | 16        |
| 18   | NFL Supergroup                           | Pasodoble                                | 20        |
| 19   | Kim Kardashian & Mark Ballas             | Mambo                                    | 7         |
| 20   | Emmitt Smith & Cheryl Burke              | Freestyle                                | 3         |

### Episodio 500
El programa celebró su episodio número 500 el martes 12 de noviembre de 2024, durante la semana 7 de la trigesimotercera temporada. En la primera ronda, las parejas en competencia reinterpretaron un baile memorable de una temporada anterior, mientras que en la segunda ronda realizaron un desafío de baile instantáneo. La coreografía del número de apertura estuvo a cargo de Pasha Pashkov y Daniella Karagach, que interpretaron «Crazy in Love» de Beyoncé con Jay-Z, la misma canción que abrió la primera temporada del programa. Contó con las actuaciones especiales de Derek Hough, Julianne Hough y Sharna Burgess.
Más de 20 antiguos profesionales y miembros del reparto regresaron, con apariciones de Allison Holker, Mark Ballas, Lindsay Arnold, Anna Trebunskaya, Elena Grinenko, Maksim Chmerkovskiy, Peta Murgatroyd, Artem Chigvintsev, Kristi Yamaguchi, Cody Linley, Melissa Rycroft, Amy Purdy, Ginger Zee, Terra Jolé, Lindsey Stirling, Adam Rippon, Kate Flannery, AJ McLean, Kaitlyn Bristowe, Brian Austin Green, Amanda Kloots y Alyson Hannigan.

## Mercancías

### DVD
Un DVD titulado Dancing With The Stars: Cardio Dance fue realizado el 3 de abril de 2007 presentado por Kym Johnson, Maksim Chmerkovskiy y Ashly DelGrosso. El programa contiene entrenamientos cardiovasculares adaptados a rutinas de baile de chachachá, pasodoble, samba y jive.
Un segundo DVD, Dancing with the Stars: Latin Cardio Dance, fue realizado el 13 de septiembre de 2008 presentado por Maksim Chmerkovskiy y Cheryl Burke. El programa contiene entrenamientos cardiovasculares adaptados de las rutinas de baile de chachachá, merengue, samba y mambo.

### Libro complementario
Un libro de acompañamiento escrito por Guy Phillips fue lanzado a principios del otoño de 2007. Titulado Dancing with the Stars: Jive, Samba and Tango Your Way Into The Best Shape Of Your Life, el libro incluye rutinas de fitness modeladas por Alec Mazo y Edyta Śliwińska, así como diseños originales de trajes, listas de canciones realizadas durante un baile, y una lista completa de rutinas de baile con sus respectivas canciones hecha desde la primera temporada del espectáculo.

### Series derivadas
La primera serie derivada fue, Dance War: Bruno vs. Carrie Ann, estrenado el 7 de enero de 2008 en ABC. El formato del programa fue similar al de la serie de BBC Television, DanceX. Fue cancelado después de su primera temporada.
Una serie derivada de patinaje artístico similar a Dancing on Ice de ITV llamado Skating with the Stars se estrenó en ABC el 22 de noviembre de 2010. Fue cancelado después de su primera temporada.
El 16 de mayo de 2017, se anunció una serie derivada llamada Dancing with the Stars: Juniors. El programa originalmente se estrenaría en la primavera de 2018 en ABC, con un formato en el cual contarían con niños famosos o hijos de celebridades emparejados con niños bailarines profesionales de salón. En enero de 2018, ABC declaró que Dancing with the Stars Juniors aún estaba en proceso, pero no se desarrollaría tan rápido como se esperaba. La edición Athletes se emitió en su lugar, con Juniors programada para salir al aire ese verano. Sin embargo, en mayo de 2018, se anunció que la serie comenzaría a emitirse el 7 de octubre de 2018, y la filmación se llevaría a cabo durante agosto. La skater profesional Sky Brown, el bailarín profesional JT Church y el mentor Alan Bersten fueron anunciados como los ganadores el 9 de diciembre de 2018. El programa, sin embargo, fue cancelado después de una temporada.

### Dancing with the Stars: The Game
En 2016, ABC, junto con BBC Worldwide, encargó un juego complementario para móviles. El juego de tres en raya, publicado por Donut Publishing y desarrollado por Exient Entertainment, utiliza una mezcla de animación manual y datos de captura de movimiento para los bailes del juego. El juego utiliza bailarines profesionales de Strictly Come Dancing e incluye nueve bailes: quickstep, jive, tango, salsa, charlestón, vals vienés, rumba, chachachá y pasodoble.

### Giras
Una gira no oficial en directo llamada Dancing Pros: Live! recorrió los Estados Unidos con varios profesionales del programa desde 2010. Una gira oficial llamada Dancing with the Stars: Live! fue anunciada el 3 de noviembre de 2014 para la temporada 2014-2015 que comenzó el 27 de diciembre de 2014 en Niagara Falls, Nueva York y terminó el 15 de febrero de 2015, llegando a 33 ciudades. Una segunda gira, Dancing with the Stars Live! : Dance All Night fue anunciada. Una tercera gira, Dancing with the Stars: Live! - We Came to Dance, se anunció el 3 de octubre de 2016 para 43 ciudades del 16 de diciembre de 2016 al 14 de febrero de 2017. Una cuarta gira, Dancing with the Stars: Light Up the Night, se anunció en octubre de 2017 y comenzó el 30 de diciembre de 2017 en Charlotte, Carolina del Norte, presentando 71 espectáculos y finalizando en Los Ángeles. Una quinta gira, Dancing with the Stars: A Night to Remember, se anunció el 1 de octubre de 2018, comenzando el 15 de diciembre de 2018 en Columbia, Carolina del Sur y finalizando el 17 de febrero de 2019 en Thousand Oaks, California. La gira 2020, Dancing with the Stars Live! - 2020 Tour, comenzó el 9 de enero de 2020, en Richmond, Virginia, y originalmente se suponía que duraría hasta el 7 de abril de 2020. Sin embargo, comenzando con el programa programado para el 13 de marzo de 2020 en Rockford, Illinois, las fechas restantes de la gira fueron pospuesto debido a la pandemia de COVID-19 antes de ser cancelado por completo. La gira de 2022, Dancing with the Stars Live - 2022 Tour, comenzó el 7 de enero de 2022 en Richmond, Virginia, y terminó el 27 de marzo de 2022 en Modesto, California. La gira de 2023, Dancing with the Stars Live 2023, comenzó el 6 de enero de 2023 en National Harbor, Maryland, y finalizó el 12 de marzo de 2023 en Las Vegas, Nevada. La gira de 2024, Dancing with the Stars Live 2024, comenzó el 11 de enero de 2024 en Richmond, Virginia, y finalizó el 26 de marzo de 2024 en Los Ángeles, California. La gira de 2025, Dancing With The Stars: Live! 2025 Tour, comenzó el 9 de enero de 2025 en Baltimore, Maryland y terminó el 19 de abril de 2025 en Rosemont, Illinois.
| Nombre de la gira                                 | Duración                                        | Temporada acompañante | Bailarines profesionales participantes | Celebridades participantes                                                                   |
| ------------------------------------------------- | ----------------------------------------------- | --------------------- | --- | -------------------------------------------------------------------------------------------- |
| Dancing with the Stars: Live!                     | 27 de diciembre de 2014 – 15 de febrero de 2015 | Temporada 19          | Mark Ballas, Witney Carson, Brittany Cherry, Valentin Chmerkovskiy, Sasha Farber, Brooklyn Fullmer, Kym Johnson, Paul Karmiryan, Keo Motsepe y Emma Slater                               | Alfonso Ribeiro                                                                              |
| Dancing with the Stars Live!: Perfect Ten Tour    | 13 de junio de 2015 – 11 de agosto de 2015      | Temporada 20          | Witney Carson, Alan Bersten, Brittany Cherry, Artem Chigvintsev, Valentin Chmerkovskiy, Sasha Farber, Jenna Johnson, Peta Murgatroyd y Emma Slater                                       | Melissa Rycroft                                                                              |
| Dancing with the Stars Live!: Dance All Night     | 15 de diciembre de 2015 – 14 de febrero de 2016 | Temporada 21          | Lindsay Arnold, Sharna Burgess, Alan Bersten, Brittany Cherry, Artem Chigvintsev, Valentin Chmerkovskiy, Jenna Johnson, Keo Motsepe, Peta Murgatroyd y Emma Slater                       | Alek Skarlatos                                                                               |
| Dancing with the Stars Live!: We Came to Dance    | 16 de diciembre de 2016 – 14 de febrero de 2017 | Temporada 23          | Lindsay Arnold, Alan Bersten, Sharna Burgess, Artem Chigvintsev, Valentin Chmerkovskiy, Hayley Erbert, Jenna Johnson, Keo Motsepe, Gleb Savchenko y Emma Slater                          | Laurie Hernandez                                                                             |
| Dancing with the Stars Live!: Hot Summer Nights   | 16 de junio de 2017 – 13 de agosto de 2017      | Temporada 24          | Lindsay Arnold, Alan Bersten, Sharna Burgess, Artem Chigvintsev, Hayley Erbert, Sasha Farber, Keo Motsepe, Gleb Savchenko, Emma Slater y Britt Stewart                                   | Rashad Jennings y Heather Morris                                                             |
| Dancing with the Stars: Live – Light Up the Night | 30 de diciembre de 2017 – marzo de 2018         | Temporada 25          | Brandon Armstrong, Lindsay Arnold, Alan Bersten, Sharna Burgess, Artem Chigvintsev, Hayley Erbert, Sasha Farber, Jenna Johnson, Morgan Larson, Keo Motsepe, Gleb Savchenko y Emma Slater | Jordan Fisher y Frankie Muniz                                                                |
| Dancing with the Stars: A Night to Remember       | 15 de diciembre de 2018 – 9 de marzo de 2019    | Temporada 27          | Brandon Armstrong, Alan Bersten, Witney Carson, Artem Chigvintsev, Valentin Chmerkovskiy, Hayley Erbert, Sasha Farber, Jenna Johnson, Gleb Savchenko, Emma Slater y Britt Stewart        | Joe Amabile, Bobby Bones, Rashad Jennings, Juan Pablo di Pace y Milo Manheim                 |
| Dancing with the Stars Live! - 2020 Tour          | 9 de enero de 2020 - 12 de marzo de 2020        | Temporada 28          | Brandon Armstrong, Lindsay Arnold, Alan Bersten, Witney Carson, Valentin Chmerkovskiy, Sasha Farber, Jenna Johnson, Daniella Karagach, Pasha Pashkov, Gleb Savchenko and Emma Slater     | Ally Brooke, Hannah Brown, Kel Mitchell, Lauren Alaina, Kate Flannery y Sailor Brinkley-Cook |
| Dancing with the Stars Live! - 2022 Tour          | 7 de enero de 2022 - 27 de marzo de 2022        | Temporada 30          | Brandon Armstrong, Alan Bersten, Artem Chigvintsev, Sasha Farber, Daniella Karagach, Pasha Pashkov, Gleb Savchenko, Emma Slater y Britt Stewart                                          | Jimmie Allen, Kaitlyn Bristowe, Amanda Kloots e Iman Shumpert                                |
| Dancing with the Stars Live 2023                  | 6 de enero de 2023 – 12 de marzo de 2023        | Temporada 31          | Brandon Armstrong, Mark Ballas, Alan Bersten, Sasha Farber, Kateryna Klishyna, Gleb Savchenko, Emma Slater, Britt Stewart y Alexis Warr Burton                                           | Charli D'Amelio, Heidi D'Amelio, Daniel Durant, Vinny Guadagnino y Gabby Windey              |
| Dancing with the Stars Live 2024                  | 11 de enero de 2024 – 26 de marzo de 2024       | Temporada 32          | Brandon Armstrong, Rylee Arnold, Alan Bersten, Artem Chigvintsev, Valentin Chmerkovskiy, Jenna Johnson, Daniella Karagach, Pasha Pashkov, Gleb Savchenko, Emma Slater y Britt Stewart    | Xochitl Gomez, Harry Jowsey y Charity Lawson                                                 |
| Dancing With The Stars: Live! 2025 Tour           | 9 de enero de 2025 – 19 de abril de 2025        | Temporada 33          | Brandon Armstrong, Rylee Arnold, Alan Bersten, Jenna Johnson, Daniella Karagach, Pasha Pashkov, Gleb Savchenko, Emma Slater, Ezra Sosa y Britt Stewart                                   | Joey Graziadei, Chandler Kinney, Ilona Maher y Stephen Nedoroscik                            |

## Recepción
En 2016, un estudio del New York Times de los 50 programas de televisión con la mayoría de «me gusta» en Facebook encontró que: «A diferencia de So You Think You Can Dance, que es generalmente más de un programa para una ciudad, Dancing with the Stars es más popular en el todo el país. También tiene una mayor proporción de «me gusta» de los espectadores de 65 años y más que cualquier otro programa».

### Nielsen ratings de Estados Unidos
| Temporada | Horario (ET)                         | Episodios | Primera emisión          | Primera emisión      | Última emisión          | Última emisión       | Ranking | Promedio de espectadores (millones) |
| Temporada | Horario (ET)                         | Episodios | Fecha                    | Audiencia (millones) | Fecha                   | Audiencia (millones) | Ranking | Promedio de espectadores (millones) |
| --------- | ------------------------------------ | --------- | ------------------------ | -------------------- | ----------------------- | -------------------- | ------- | ----------------------------------- |
| 1         | Miércoles 9:00 p.m.                  | 6         | 1 de junio de 2005       | 13.48                | 6 de julio de 2005      | 22.36                | —       | —                                   |
| 2         | Jueves 8:00 p.m. Viernes 8:00 p.m.   | 15        | 5 de enero de 2006       | 17.50                | 26 de febrero de 2006   | 27.20                | 7 15    | 18.64 16.67                         |
| 3         | Martes 8:00 p.m. Miércoles 8:00 p.m. | 20        | 12 de septiembre de 2006 | 20.20                | 15 de noviembre de 2006 | 27.50                | 3 7     | 20.70 19.40                         |
| 4         | Lunes 8:00 p.m. Martes 9:00 p.m.     | 20        | 19 de marzo de 2007      | 21.80                | 22 de mayo de 2007      | 23.00                | 5 9     | 20.00 18.20                         |
| 5         | Lunes 8:00 p.m. Martes 9:00 p.m.     | 21        | 24 de septiembre de 2007 | 21.20                | 27 de noviembre de 2007 | 24.90                | 3 5     | 21.67 19.56                         |
| 6         | Lunes 8:00 p.m. Martes 9:00 p.m.     | 21        | 17 de marzo de 2008      | 21.10                | 20 de mayo de 2008      | 20.12                | 4 8     | 19.58 18.03                         |
| 7         | Lunes 8:00 p.m. Martes 9:00 p.m.     | 21        | 22 de septiembre de 2008 | 21.30                | 25 de noviembre de 2008 | 20.58                | 3 7     | 19.77 16.31                         |
| 8         | Lunes 8:00 p.m. Martes 9:00 p.m.     | 21        | 9 de marzo de 2009       | 22.82                | 19 de mayo de 2009      | 20.30                | 3 7     | 19.77 16.31                         |
| 9         | Lunes 8:00 p.m. Martes 9:00 p.m.     | 21        | 21 de septiembre de 2009 | 17.79                | 24 de noviembre de 2009 | 19.29                | 3 10    | 19.73 15.30                         |
| 10        | Lunes 8:00 p.m. Martes 8:00 p.m.     | 19        | 22 de marzo de 2010      | 24.19                | 25 de mayo de 2010      | 18.40                | 3 10    | 19.73 15.30                         |
| 11        | Lunes 8:00 p.m. Martes 9:00 p.m.     | 20        | 20 de septiembre de 2010 | 21.30                | 23 de noviembre de 2010 | 24.13                | 3 6     | 21.93 18.61                         |
| 12        | Lunes 8:00 p.m. Martes 9:00 p.m.     | 19        | 21 de marzo de 2011      | 22.65                | 24 de mayo de 2011      | 21.42                | 3 6     | 21.93 18.61                         |
| 13        | Lunes 8:00 p.m. Martes 9:00 p.m.     | 20        | 19 de septiembre de 2011 | 19.03                | 22 de noviembre de 2011 | 19.45                | 5 6     | 18.24 16.08                         |
| 14        | Lunes 8:00 p.m. Martes 9:00 p.m.     | 19        | 19 de marzo de 2012      | 18.79                | 22 de mayo de 2012      | 17.75                | 5 6     | 18.24 16.08                         |
| 15        | Lunes 8:00 p.m. Martes 8:00 p.m.     | 19        | 24 de septiembre de 2012 | 14.11                | 27 de noviembre de 2012 | 16.73                | 7 11    | 14.85 13.78                         |
| 16        | Lunes 8:00 p.m. Martes 8:00 p.m.     | 20        | 18 de marzo de 2013      | 17.06                | 24 de mayo de 2013      | 15.20                | 7 11    | 14.85 13.78                         |
| 17        | Lunes 8:00 p.m.                      | 12        | 16 de septiembre de 2013 | 16.04                | 26 de noviembre de 2013 | 14.75                | 5       | 15.20                               |
| 18        | Lunes 8:00 p.m.                      | 12        | 17 de marzo de 2014      | 15.44                | 20 de mayo de 2014      | 15.07                | 5       | 15.20                               |
| 19        | Lunes 8:00 p.m. Martes 8:00 p.m.     | 15        | 15 de septiembre de 2014 | 13.64                | 25 de noviembre de 2014 | 15.98                | 9 38    | 14.73 10.82                         |
| 20        | Lunes 8:00 p.m. Martes 8:00 p.m.     | 14        | 16 de marzo de 2015      | 14.16                | 19 de mayo de 2015      | 13.49                | 9 38    | 14.73 10.82                         |
| 21        | Lunes 8:00 p.m. Martes 8:00 p.m.     | 14        | 14 de septiembre de 2015 | 13.13                | 24 de noviembre de 2015 | 13.49                | 8       | 13.44                               |
| 22        | Lunes 8:00 p.m.                      | 11        | 21 de marzo de 2016      | 12.46                | 24 de mayo de 2016      | 10.49                | 8       | 13.44                               |
| 23        | Lunes 8:00 p.m. Martes 8:00 p.m.     | 15        | 12 de septiembre de 2016 | 12.19                | 22 de noviembre de 2016 | 10.97                | 14      | 12.38                               |
| 24        | Lunes 8:00 p.m.                      | 11        | 20 de marzo de 2017      | 12.09                | 23 de mayo de 2017      | 8.91                 | 14      | 12.38                               |
| 25        | Lunes 8:00 p.m. Martes 9:00 p.m.     | 12        | 18 de septiembre de 2017 | 10.71                | 21 de noviembre de 2017 | 9.20                 | 22      | 10.60                               |
| 26        | Lunes 8:00 p.m.                      | 4         | 30 de abril de 2018      | 8.48                 | 21 de mayo de 2018      | 8.77                 | 22      | 10.60                               |
| 27        | Lunes 8:00 p.m.                      | 11        | 24 de septiembre de 2018 | 7.68                 | 19 de noviembre de 2018 | 7.90                 | 35      | 8.68                                |
| 28        | Lunes 8:00 p.m.                      | 11        | 16 de septiembre de 2019 | 8.07                 | 25 de noviembre de 2019 | 7.79                 | 36      | 7.84                                |
| 29        | Lunes 8:00 p.m.                      | 11        | 14 de septiembre de 2020 | 8.12                 | 23 de noviembre de 2020 | 6.41                 | 31      | 7.09                                |
| 30        | Lunes 8:00 p.m.                      | 11        | 20 de septiembre de 2021 | 5.47                 | 22 de noviembre de 2021 | 5.64                 | 38      | 6.36                                |
| 32        | Martes 8:00 p.m.                     | 11        | 26 de septiembre de 2023 | 4.78                 | 5 de diciembre de 2023  | 5.50                 | 34      | 5.89                                |
| 33        | Martes 8:00 p.m.                     | 10        | 17 de septiembre de 2024 | 4.97                 | 26 de noviembre de 2024 | 6.36                 | 33      | 5.94                                |